# کاستیلیونه آکازاوریا
کاستیلیونه آکازاوریا (به ایتالیایی: Castiglione a Casauria) یک کومونه در ایتالیا است که در استان پسکارا واقع شده‌است.

## خصوصیات
کاستیلیونه آکازاوریا ۱۶ کیلومترمربع مساحت و ۸۹۵ نفر جمعیت دارد و ۳۵۰ متر بالاتر از سطح دریا واقع شده‌است.

## خواهرخوانده
شهر همیلتون (انتاریو) خواهرخواندهٔ کاستیلیونه آکازاوریا هست.